# Prières ou Méditations

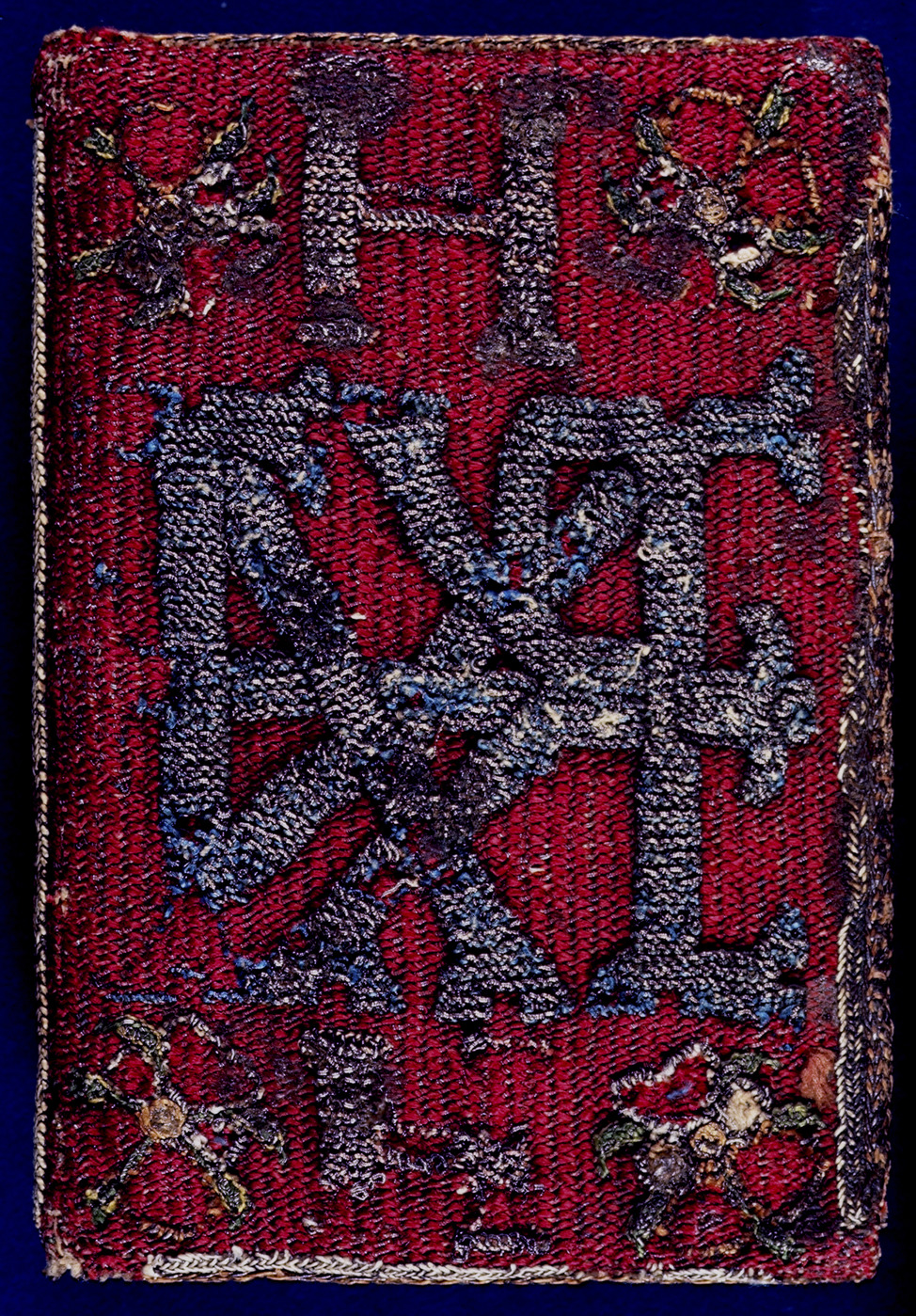
Couverture arrière brodée de la traduction trilingue d'Elizabeth I. Le monogramme de Parr est au centre.

Prières ou Méditations, écrit en 1545 par la reine anglaise Catherine Parr, est le premier livre à être publié par une femme, sous son nom propre, en Angleterre et en anglais. Le livre est d'abord édité le 2 juin 1545 sous le titre Prayers Stirring the Mind Unto Heavenly Meditations, il reprenait Prayer for the King et Prayer for the men to say going into battle qui concluaient sa traduction de Psaumes ou Prières, publiée l'année précédente. Une seconde édition, comprenant en supplément Prayers or Meditations, Where the Mind Is Stirred Patiently to Suffer All Afflictions Here est publiée à la même date. La version définitive, parue le 6 novembre 1545, se termine par quatre prières dont A prayer for forgiveness of sins, dont la traduction est incontestablement de Catherine Parr.
Son ouvrage précédent, Psaumes ou Prières, est publié anonymement en 1544 par l'imprimeur du roi, Thomas Berthelet, et composé pour l'essentiel d'une traduction des Psaumes Latins que John Fisher avait publié à Cologne vers 1525.
Prières ou Méditations est présenté comme un recueil d'extraits de saintes écritures. La première partie, Méditations, est basé sur le chapitre 3 de l'œuvre de Thomas a Kempis, L'Imitation du Christ, traduite en anglais par Richard Whitford en 1530. Elle est agencée autour de 288 courts versets ne dépassant pas une ou deux phrases chacun. La deuxième partie contient cinq prières, dont A Prayer for Men to Say Entering into Battle qui est une traduction de Inituri prælium et A prayer for forgiveness of sins, une traduction de Pro venia delictorum, deux textes d'Érasme, ainsi que Prayer for the King, une traduction de Precatio Pro Rege de John Fisher, elle même inspirée par la prière Precatio Pro Romano Imperatore rédigée pour Charles Quint par Georg Witzel.

Le parti-pris rédactionnel de l'œuvre répond à deux exigences contradictoires : une volonté manifeste de s'adresser à tous, et notamment aux femmes, à partir d'une sphère privée dans laquelle elles se reconnaissent facilement, tout en obtenant, par l'autorisation du roi de publier ce texte, une légitimation officielle de cette nouvelle approche. 

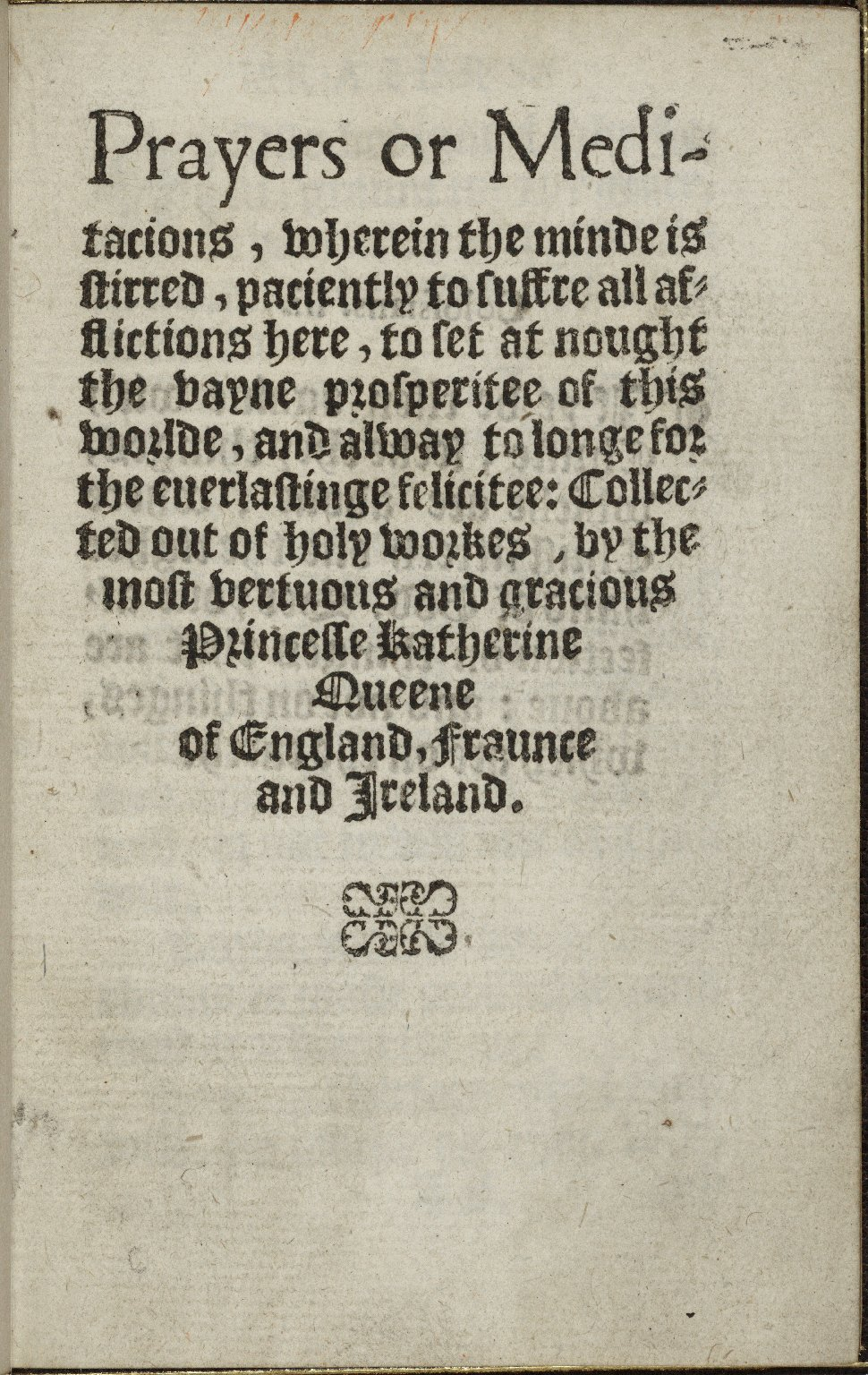
Prayers or Meditations

Parr propose ce livre comme une contrepartie personnelle à l'ouvrage Exhortation and Litany (en) rédigé en 1544 pour la dévotion publique par l'archevêque de Cantorbéry Thomas Cranmer. L'œuvre de l'archevêque Cranmer est le premier ouvrage de ce type, rédigé en langue anglaise, à recevoir l'approbation royale ; Pour pouvoir être diffusée largement et imprimé sous le nom de Catherine Parr, Prières ou Méditations a dû également recevoir l'aval du roi Henri VIII ainsi que l'approbation de l'archevêque. En composant son texte à la première personne, plutôt qu'à la troisième comme dans L'Imitation du Christ, l'auteur permet aux femmes de s'approprier le propos sans bousculer la norme masculine implicite des ouvrages religieux de l'époque.
Pour le professeur Janel Mueller (en), le travail de Cranmer est conçu pour la dévotion en public, celui de Parr pour la dévotion en privé. En effet, Catherine Parr démantèle la structure monastique initiale de l'œuvre de Kempis, organisée autour d'un dialogue entre un chrétien et une autorité spirituelle. Elle lui préfère le cadre du simple monologue, la prière d'une âme qui s'adresse au Christ, d'une aspiration à la grâce divine. Cette forme plus directe renvoie inévitablement à un thème majeur de la Réforme protestante et, dans une certaine mesure, de la Réforme anglaise : la présomption de l'égalité spirituelle de toutes les personnes devant Dieu. Comme dans son ouvrage La Lamentation d'un pécheur, publié en 1547, Catherine part d'un texte intrinsèquement catholique et lui donne un accent et une coloration subtilement protestante.
L'ouvrage de Catherine Par a été largement édité au XVIe siècle et a  connu un grand succès auprès des lecteurs anglais du vivant de la reine et après sa mort en 1548. Sa belle-fille, la princesse Elizabeth l'a traduit en latin, français et italien pour l'offrir à son père, le roi Henri VIII, comme cadeau du Nouvel An ; pour la même occasion, elle offre à la reine Catherine sa traduction du premier chapitre de L'Institution de la vie chrestienne sous le titre How we ought to knowe God.

## Voir également
- La lamentation d'un pécheur, le deuxième livre de Parr publié sous son propre nom.